# HR 2562 b
HR 2562b是在主星HR 2562的岩屑盤中的次恆星伴星，是在2016年由雙子行星影像發現的。起初，它被歸類為棕矮星，認為它的質量是30± 15MJ，但還不知道它的確切質量，它的光度約為太陽光度的千分之二。如果它是棕矮星，它的光譜類型是L7±3。 
根據NASA系外行星檔案，它的質量是30 MJ，是質量最大的系外行星之一。

## 註解
1. ↑  HR 2562 b的光度是log(L/L☉) = −4.62 ± 0.12.[1]